# Малий Версальський договір
Мали́й Верса́льський до́говір — договір Польської республіки з країнами-переможцями 1-ї світової війни — Великою Британією, Французькою республікою, США, Королівством Італія та Японською імперією, підписаний 28 червня 1919 року.

## Договір
Малий Версальський Договір був прийнятий на захист етнічних та політичних меншин Польської республіки під патронатом Ліги Націй.
Про підписання цієї умови ідеться у 92-му артикулі Версальського Мирного Договору.
У 1932 році було прийняте Лігою Націй визначення національних меншин, а саме «національною меншиною є група осіб іншої релігії, раси чи громадянства, яка перебуває у іншій державі».
Так був підписаний трактат про охорону національних меншин між Чехословацькою республікою, Грецією, Югославією, Польщею та Румунським королівством, а також «клаузули» меншинні з Австрією, Болгарським царством і Туреччиною та Угорським королівством.
Саме у міжнародній системі охорони національних меншин Лігі Націй було впровадженно можливість подання петицій фізичним особам і національних меншин проти їх країни. Однак ця система не включала охорону етнічних меншин і тому розпалася у 1933—1945 роках через те, що Лігу Націй покинули деякі держави.